# الحبلة (حبيش)

تعديل مصدري - تعديل

الحبلة هي إحدى قرى عزلة العارضة بمديرية حبيش التابعة لمحافظة إب، بلغ تعداد سكانها 222 نسمة حسب تعداد اليمن لعام 2004.